# 1452 год в науке
В 1452 году произошли различные научные и технологические события, некоторые из которых представлены ниже.

## Родились
- 15 апреля Леонардо да Винчи — итальянский художник (живописец, скульптор, архитектор) и учёный (анатом, естествоиспытатель), изобретатель, писатель, один из крупнейших представителей искусства Высокого Возрождения, яркий пример «универсального человека» (лат. homo universalis).

## Скончались
- Георгий Гемист Плифон Малатест — автор труда «История Греции после битвы при Мантинее». Автор докладных записок императору Мануилу II Палеологу о положении дел в империи и мерах по её спасению, написанных с позиций неоплатонизма